# LBE DT 2000
Der Dampftriebwagen LBE DT 2000 war ein Fahrzeug der Lübeck-Büchener Eisenbahn (LBE) und sollte ab 1934 den Schnellverkehr zwischen Hamburg und Lübeck rationalisieren. Er trug ab 1938 die DR-Bezeichnung DT 63. 1943 wurde das Fahrzeug durch Kriegshandlungen zerstört.

## Geschichte
Um die Betriebskosten für den Eilzugbetrieb auf ihrer Strecke zwischen Hamburg und Lübeck zu minimieren, bestellte die Lübeck-Büchener Eisenbahn bei den Firmen Waggonfabrik Wismar, Linke-Hoffmann-Busch und Henschel einen Dampftriebwagen, der auf der genannten Strecke mit Steuerwagen mit Geschwindigkeiten bis 110 km/h verkehren sollte. Trieb- und Steuerwagen waren durch eine elektrische Fernsteuerung miteinander verbunden.
Nach der 1933 erfolgten Ablieferung des Fahrzeuges wurde 1934 der Probebetrieb aufgenommen. Bei Probefahrten wurden eine Geschwindigkeit von 115 km/h erreicht. Für die Strecke zwischen Hamburg und Lübeck benötigte der Triebwagen 49 Minuten, das waren 5 bis 10 Minuten weniger als die Dampfzüge. Nach 7.000 Kilometern im Probebetrieb kam die Einheit vom 15. März 1934 an dreimal täglich auf der Relation Hamburg–Lübeck–Hamburg zum Einsatz. Durch den Einsatz der schnellen Einheit stiegen die Fahrgastzahlen an. Die knapp 150 Sitzplätze des Wagens waren jedoch nicht ausreichend. Deshalb wurden zu den Hauptverkehrszeiten wieder dampfgeführte Züge eingesetzt, was letztendlich zur Beschaffung der LBE Nr. 1 bis 3 und der Doppelstockzüge führte.
Der Triebwagen hatte eine Laufleistung von täglich 400 Kilometer. Bis 1935 wurden 75.000 Kilometer und bis März 1936 125.000 Kilometer zurückgelegt. Vorteile waren die Überlastbarkeit der Kesselanlage und die kurzfristige Herstellung der Betriebsbereitschaft. Das Anheizen des Kessels dauerte nur fünf Minuten. Von März 1936 an wurde der Triebwagen für den Einsatz auf der Strecke Lübeck–Lüneburg hergerichtet, wobei er einen Gepäckraum hinter der Maschinenanlage erhielt. Das führte zum Verlust von 16 Sitzplätzen.

### DR 63
Mit der Verstaatlichung der LBE gelangte der Triebwagen zur Deutschen Reichsbahn und erhielt die Nummer 63. Die DR stationierte den Triebwagen im Raum Kassel. Bei einem Luftangriff auf die Stadt wurde der Triebwagen am 22. Oktober 1943 zerstört.

## Technische Beschreibung
Der Triebwagen entstand als Gemeinschaftskonstruktion der LBE mit den genannten Firmen. Das Fahrzeug erhielt ein größeres Maschinendrehgestell sowie ein kleineres Laufdrehgestell. Der Dampftriebwagen hatte ein Fassungsvermögen von 50 Fahrgästen in der 3. Klasse und 24 in der 2. Klasse. Alle Sitze waren als Seitengangsitze ausgeführt. In der 2. Klasse waren die Sitze in Abteilform mit Tür zusammengefasst, die in der 3. Klasse waren ohne Abteil.
Die Maschinenanlage des Triebwagens stammte von der Firma Henschel. Ursprünglich war vorgesehen, eine Maschinenanlage nach dem System Doble mit 300 PS zu verwenden. Da Henschel mit solchen Anlagen keine Erfahrungen hatte, wurde für den Triebwagen zwei Maschinenanlagen mit jeweils 150 PS verwendet. Der Dampfdruck betrug 120 bar, als Brennstoff wurde heimisches Braunkohlenteeröl verwendet. Die Kessel waren senkrecht angeordnet. Jeder von ihnen erzeugte den Dampf für eine Zweizylinder-Verbunddampfmaschine an je einer Achse des Maschinendrehgestelles.
Die Dampfmaschinen waren nach Bauart des Tatzlagerantriebes gestaltet, im beweglichen Teil über eine Kreuzscheibenkupplung mit der Achse verbunden und mit der anderen Seite elastisch im Drehgestellrahmen aufgehängt. Sie liefen mit einer Drehzahl von 1700/min bei einer Höchstgeschwindigkeit von 110 km/h. Bei Störungen war es möglich, mit nur einem Antrieb oder im Zugverband ohne eigenen Antrieb zu fahren.
Der verwendete Brennstoff ermöglichte es, dass der Triebwagen im Einmannbetrieb verkehren konnte. Das Reglerventil und die Steuerung wurden mit Elektromotoren miteinander verbunden und fernsteuerbar eingerichtet. Entsprechende Bedienungselemente und Überwachungsanlagen befanden sich in den Führerständen des Triebwagens und des Steuerwagens.
Der Verbrauch von Kraftstoff betrug durchschnittlich 1,8 kg Teeröl pro Kilometer. Betriebliche Probleme ergaben sich bei der Schmierung im Hochdruckbereich, bei der Abdampfentölung sowie beim Brennkammerblech.  Der Maschinenabdampf durchlief das Feuerungsgebläse und die Kühlerturbine im Dach, ehe er im Kondensator niederschlug und durch Kolbenpumpen dem Kessel wieder zugeführt wurde. Diese Kondensationsanlage war zu knapp bemessen, so dass ein Rohwasserverdampfer eingebaut werden musste.